# Бонвије (Вогези)
Бонвије (фр. Bonvillet) је насељено место у Француској у региону Лорена, у департману Вогези.
По подацима из 2011. године у општини је живело 337 становника, а густина насељености је износила 33,4 становника/km².

## Демографија
| 1962. | 1968. | 1975. | 1982. | 1990. | 2011. |
| ----- | ----- | ----- | ----- | ----- | ----- |
| 294   | 290   | 340   | 377   | 430   | 337   |